# Алексеев, Павел (футболист)
Павел Алексеев (эст. Pavel Aleksejev; 24 февраля 1991, Силламяэ) — эстонский футболист, защитник клуба «Силмет» Силламяэ.

## Биография
Воспитанник клуба «ЯК Силламяэ», на юношеском уровне также играл за младшие команды местного «Калева». С 2009 года выступал на взрослом уровне за второй состав «Калева» в четвёртой лиге Эстонии. 10 июля 2010 года дебютировал в высшем дивизионе за основную команду «Калева» в матче против «Пайде», заменив на 19-й минуте Кеннета Ядаля. 23 апреля 2011 года забил свой первый гол в высшей лиге в ворота «Левадии». Всего за восемь сезонов сыграл 102 матча и забил 4 гола в высшем дивизионе за клуб из Силламяэ. Становился серебряным (2014) и бронзовым (2013) призёром чемпионата страны, финалистом Кубка Эстонии (2015/16, в финале не играл). Провёл 3 матча в Лиге Европы в 2010 и 2015 годах. Весной 2017 года играл за клуб четвёртого дивизиона «Нарва Юнайтед», с которым стал полуфиналистом Кубка Эстонии.
После того, как «Калев» в конце 2017 года потерял профессиональный статус, футболист выступал за клубы низших лиг Эстонии. В 2019 году возвращался в возрождённый «Калев», игравший в четвёртом дивизионе, и провёл в нём ещё четыре сезона.
Помимо большого футбола, играл за клубы высшего дивизиона Эстонии по футзалу.